# Zdenka Hrnčířová
Zdenka Hrnčířová (Praga, 27 de gener de 1913 - Praga, 18 de maig de 1984) fou una soprano i mezzosoprano del Teatre Nacional de Praga.
Va estudiar al Conservatori de Praga amb Doubrava Brandberg i Louise Kadeřábek. Més tard va estudiar a Viena a O. Iry, i una altra vegada a Praga amb B. Chalabalová.
Va començar la seva carrera professional entre els anys 1940 i 1942 a České Budějovice. En els anys 1942 i 1971 va actuar al Teatre Nacional, sota la direcció de Václav Talich durant molts anys. Va començar com a mezzosoprano, però a partir del 1945 es va centrar com a soprano dramàtica.
Ha realitzat papers a Sharka, Dalibor, Rusalka, Aida, Il trovatore, Borís Godunov, Jenůfa o Kàtia Kabànova.
Zdenka Hrnčířová està enterrada al cementiri de Všenory- Horní Mokropsy a la família de Mestek.